# 658

658(육백오십팔)은 657보다 크고 659보다 작은 자연수다.

## 수학
- 합성수로, 그 약수는 1, 2, 7, 14, 47, 94, 329, 658이다. 진약수의 합은 494이므로, 658은 부족수다.
- 86번째 쐐기수다. 앞의 쐐기수는 654, 다음 쐐기수는 663이다.
- 53번째 불가촉수다. 앞의 불가촉수는 628, 다음은 668이다.
- {\displaystyle 95^{3}-1}은 658로 나누어떨어진다.

## 과학
- NGC 658: 물고기자리 방향에 있는 나선은하.
- 658 아스테리아(영어판): 소행성.

## 교통
- 현도 제658호선

## 군사
- U-658(영어판): 제2차 세계 대전에 사용된 나치 독일의 군용 잠수함.

## 문화유산
- 대한민국의 보물 제658호: 충주 청룡사지 보각국사탑비

## 기타
- 연도: 658년, 기원전 658년